# Ausschlusskriterium
Als Ausschlusskriterium bezeichnet man zumeist ein Kriterium, mit dem im Rahmen einer Entscheidungsfindung eine Handlungsmöglichkeit oder eine andere Option ausgeschlossen wird. In diesem Zusammenhang werden auch die umgangssprachlichen Bezeichnungen Killerkriterium, K.-o.-Kriterium oder Totschlagkriterium verwendet.
Mit Einschlusskriterien und Ausschlusskriterien kann auch definiert werden, ob bestimmte Personen oder Gegenstände in eine Gruppe eingeschlossen bzw. von ihr ausgeschlossen werden sollen. Dieser Sprachgebrauch wird auch in den Wissenschaften verwendet.

## Ausschluss von Optionen
Beispiele:
- Auf dem Arbeitsmarkt treffen die Arbeitgeber bei der Sichtung von zahlreichen schriftlichen Bewerbungen anhand verschiedener ungünstiger Merkmale eine schnelle Vorauswahl. Laut einer Umfrage des österreichischen Jobportals karriere.at im Jahr 2012 bewerteten 66 Prozent der 264 befragten Führungskräfte, Unternehmer und Personalentscheider „Tippfehler, Schlampigkeit, Unübersichtlichkeit“ des Bewerbungstextes als Ausschlusskriterium.[7]
- Beim Projektmanagement kann anhand von „Killerkriterien“ entschieden werden, ob ein Projekt abgebrochen werden muss (das heißt, die Möglichkeit „Fortführung des Projekts“ wird ausgeschlossen). Dazu zählen etwa Kriterien wie „zu wenig Personal“, „Finanzierung ist nicht gesichert“ oder „Überschreitung des Zeitrahmens“. Es gibt Killerkriterien, deren Eintreten in jedem Fall zum Projektabbruch führt („alleiniges Killerkriterium“), und solche, deren Eintreten erst im Zusammenspiel mit einer oder mehreren weiteren Bedingungen zum Projektabbruch führt („kombiniertes Killerkriterium“).[2]
- Wenn Menschen bei der Partnerwahl auf keinen Fall wollen, dass ihr Partner eine bestimmte Eigenschaft hat, ist diese Eigenschaft ein Ausschlusskriterium. Beispiele könnten Kriterien wie „Überschreiten einer bestimmten Altersgrenze“, „Die Person ist noch gebunden“ oder „Hundebesitzer“ sein. Ausschlusskriterien spielen insbesondere bei der Online-Partnervermittlung eine große Rolle.[4] Das Merkmal „Raucher“ ist häufig ein Ausschlusskriterium. Jedoch gaben bei einer aktuellen Umfrage (2019) von Parship unter mehr als 250.000 Befragten mehr als die Hälfte an, dass dieses Merkmal für sie kein „Totschlag-Kriterium“ sei.[6]

## Definition der Zugehörigkeit zu einer Gruppe
Beispiele:
- In der Medizin werden bei klinischen Studien vorab Einschlusskriterien und Ausschlusskriterien definiert. Anhand dieser Kriterien wird entschieden, welche Probanden an der Studie teilnehmen können.[8]
- Ausschlusskriterien bei der Blutspende entscheiden darüber, welche Personen Blut spenden dürfen (also zur Gruppe der Blutspender gehören sollen).
- In der biologischen Systematik können Ausschlusskriterien darüber entscheiden, ob ein Taxon neu eingeordnet werden muss, beispielsweise als Varietät statt bisher als Unterart.[9]

In derartigen Fällen geht es ebenfalls um Entscheidungen. Jedoch beziehen sich die Wortbestandteile Einschluss und Ausschluss hier nicht vorrangig auf Handlungsoptionen, sondern vor allem auf die fragliche Zugehörigkeit oder Nichtzugehörigkeit zu einer bestimmten Gruppe oder Menge. Teilweise sind beide Perspektiven möglich, so im Fall der Partnersuche (vgl. oben): Durch Ausschlusskriterien wird definiert, wer zur Gruppe der möglichen Partner gehören soll; die Anwendung der Ausschlusskriterien führt dann zur erwünschten Reduzierung der Optionen.